# Pallars

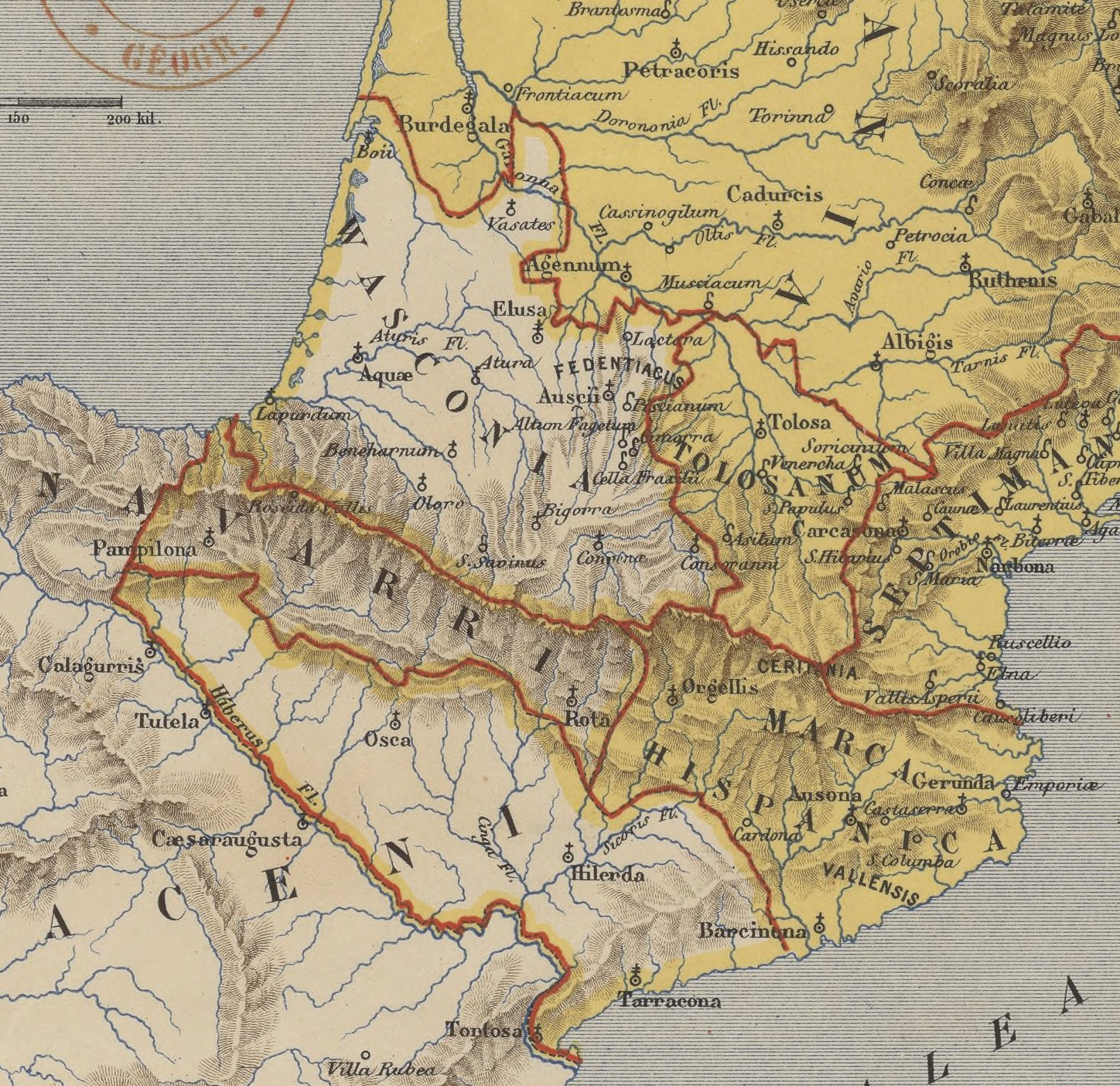
Marchia Hiszpańska na początku IX wieku

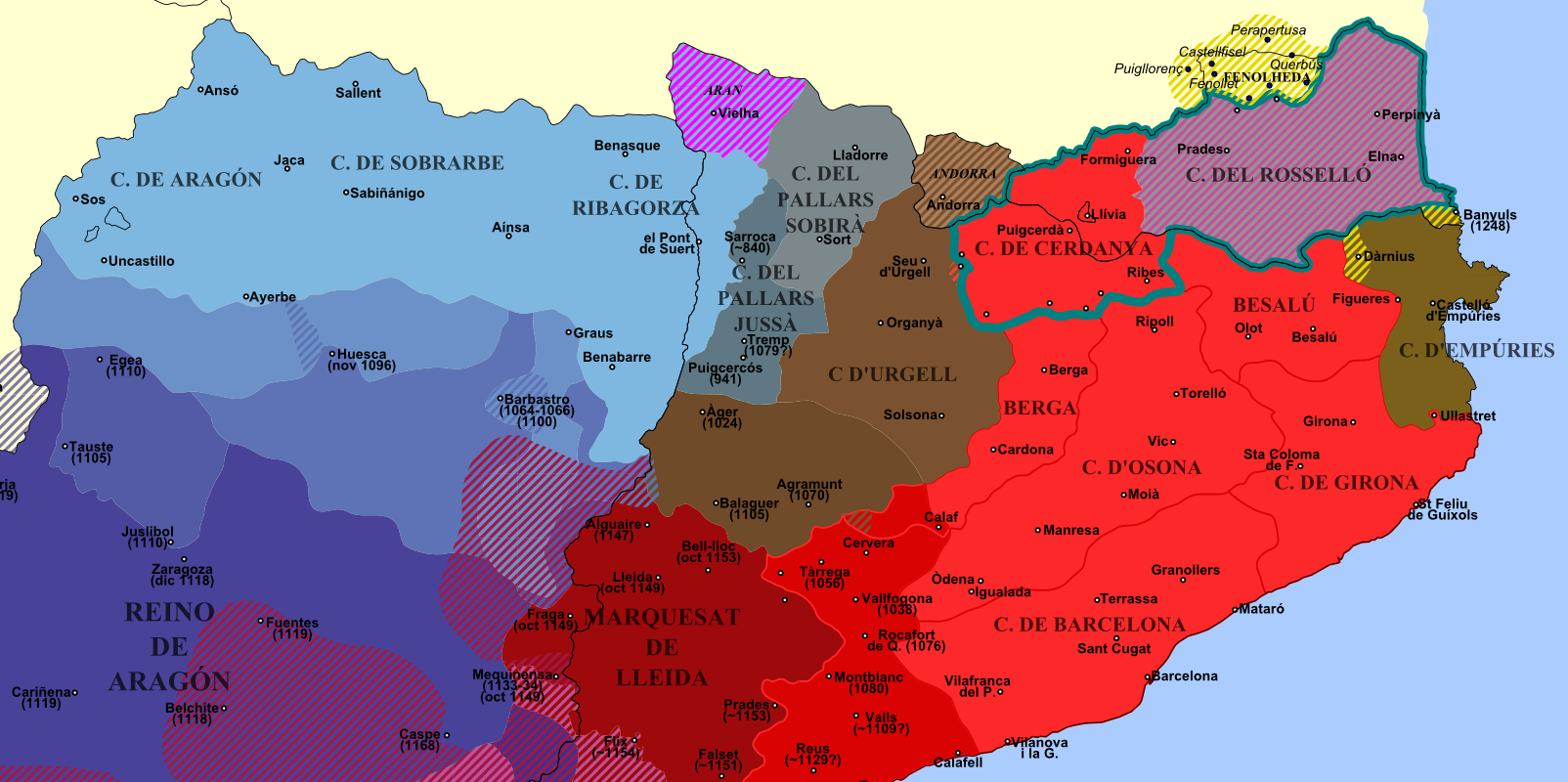
Państwa w okolicach Pirenejów w czasach średniowiecznych

Lokalizacja hrabstwa Pallars na tle podziału administracyjnego Katalonii

Pallars - kraina geograficzna i historyczna na Półwyspie Iberyjskim, położona na południowych stokach Pirenejów. 
Na przełomie w IX i X wieku stanowiła hrabstwo, będące w sojuszu terytoriów określanym jako Marchia Hiszpańska. Graniczyło od zachodu z hrabstwem Ribagorza i od wschodu z hrabstwem Urgell.
W 1011 roku podzielone na dwa terytoria, stanowiące do czasów współczesnych odrębne comarki:
- Pallars Jussà
- Pallars Sobirà